# Hypothyce osburni
Hypothyce osburni är en skalbaggsart som beskrevs av Cartwright 1967. Hypothyce osburni ingår i släktet Hypothyce och familjen Melolonthidae. Inga underarter finns listade i Catalogue of Life.